# Film Stars Don't Die in Liverpool
Film Stars Don't Die in Liverpool (prt: As Estrelas Não Morrem em Liverpool; bra: Estrelas de Cinema Nunca Morrem) é um filme americano-britânico de 2017, do gênero drama biográfico-romântico, dirigido por Paul McGuigan, com roteiro de Matt Greenhalgh baseado na autobiografia do ator Peter Turner, Film Stars Don't Die in Liverpool.

## Elenco
- Annette Bening - Gloria Grahame
- Jamie Bell - Peter Turner
- Vanessa Redgrave - Jeanne McDougall
- Julie Walters - Bella Turner
- Kenneth Cranham - Joe Turner
- Stephen Graham - Joe Turner Jr.
- Frances Barber - Joy
- Leanne Best - Eileen
- Suzanne Bertish - Fifi Oscard

## Recepção
No Rotten Tomatoes, o filme possui uma taxa de aprovação de 80% com base em 166 avaliações, com uma classificação média de 6,69/10. O consenso crítico do site diz: "Film Stars Don't Die in Liverpool mostra o trabalho brilhante de Annette Bening, cujo desempenho é mais do que suficiente para superar a narrativa básica deste filme biográfico". No Metacritic, que atribui uma classificação média ponderada às críticas, o filme tem uma pontuação de 65 de 100, com base em 34 resenhas, indicando "críticas geralmente favoráveis".